# Pod Ociemne

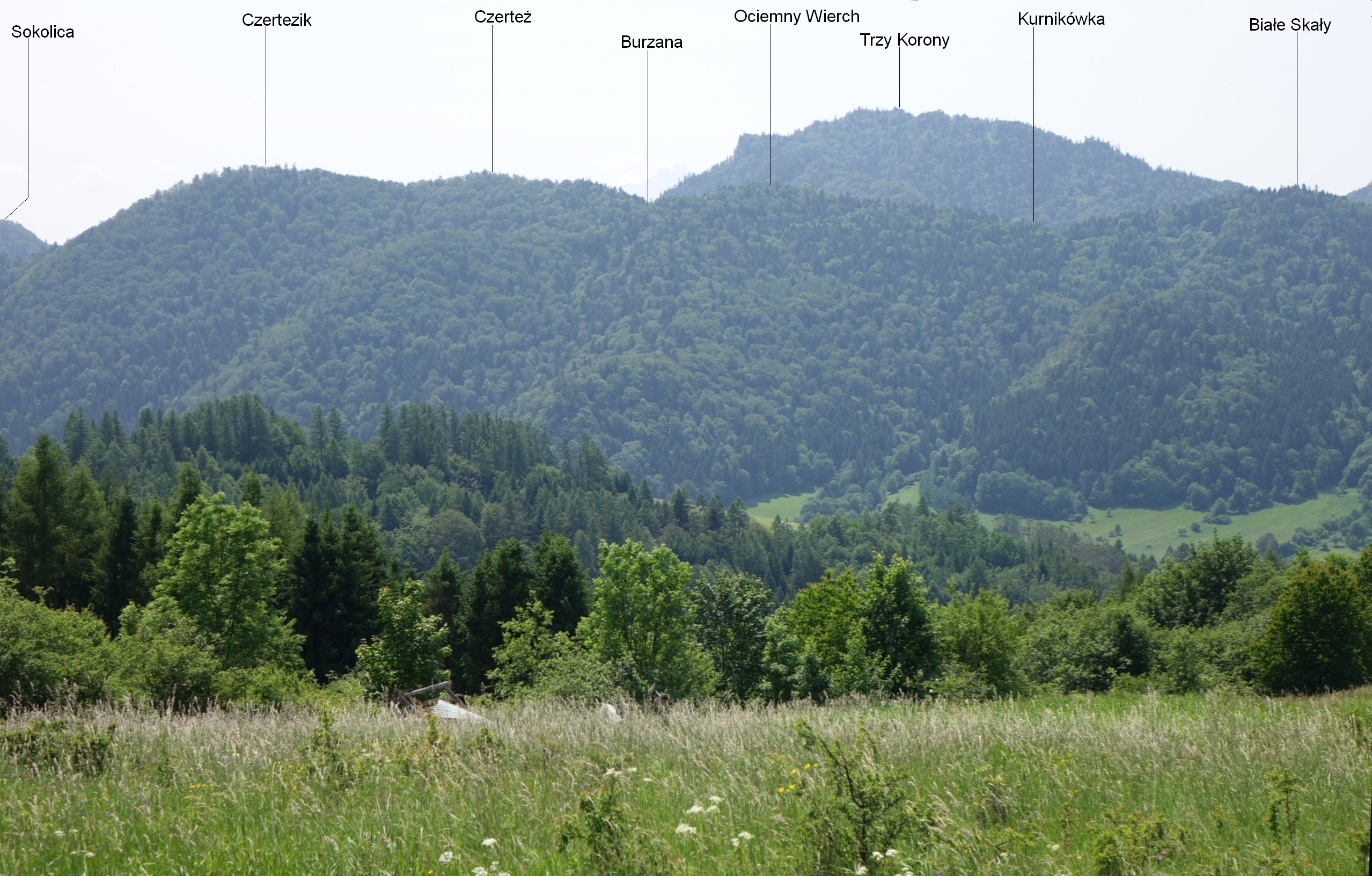
Widok z Białej Góry

Pod Ociemne lub Ociemne – stroma dolina wcięta w północno-wschodnie stoki Pieninek w Pieninach. Od wschodu jej obramowanie tworzy grzbiet Koszarki (562 m), od zachodu grzbiet odchodzący od Ociemnego Wierchu ze wzniesieniem Zimnej Skały (615 m). Dolina uchodzi do Dunajca, jej dnem spływa potok Ociemny. Nazwa Ociemne odnosi się głównie do przewężenia pomiędzy grzbietem Koszarków a Zimną Skałą.
Dolina jest w większości porośnięta lasem. Jan Sitowski podaje, że w 1919 r. żyły w niej „lisy, borsuki, sarny, dziki, jarząbki i puchacze”. Na wysokości 590 m znajduje się Jaskinia w Ociemnem. W górnej części Ociemnego znajduje się polana Pieninki, zaś u wylotu podmokła łąka, dołem przechodząca w młakę z gatunkami roślin zaliczanymi przez do zespołu Salicetum purpurae. Obficie porastają ją turzyce i bogata flora mchów. Na łące znajduje się siarczane źródełko i cieknący od niego strumyk. Po prawej, południowej stronie Ociemnego Potoku znajduje się stara (ale odnowiona) kapliczka św. Kingi, po północnej – nowa kapliczka.
W dolinie Pod Ociemne występuje żyzna buczyna karpacka i lasy iglaste. W drzewostanie dominuje jodła pospolita i buk zwyczajny z domieszką grabu i jawora. W podszycie głównie leszczyna. Bogata flora. Z rzadkich w Polsce gatunków roślin stwierdzono tutaj występowanie kokoryczy żółtawej i irgi czarnej, a w 1988 r. storczyka kruszczyk błotny (Epipactis palustris). Wśród chronionych gatunków mchów występują zwiślik maczugowaty (Anomodon attenuatus) i miechera Bessera (Neckera besseri). W 2010 r. w dolinie znaleziono 161 gatunków grzybów wielkoowocnikowych, w tym 12, które w Pieninach występują tylko w tej dolinie, a także grzyby podziemne: czarnobrzuszek drobnozarodnikowy, podkorzeniak leszczynowy, Leucangium carthusianum, Hymenogaster arenarius, Hymenogaster rehsteineri, Hysterangium nephriticum. W latach 1987–1988 znaleziono dwa bardzo rzadkie, w Polsce zagrożone wyginięciem gatunki porostów: trzonecznica rdzawa Chaenotheca ferruginea i pawężnica psia Peltigera canina. Aby utrzymać skład gatunkowy planowana jest ochrona czynna: usuwanie zarastających młaki krzewów wierzb i świerków poprzez ręczne koszenie i ręczne usuwanie biomasy z młak oraz unikanie lokalizacji w dolinie ujęć wody.
Dawniej przez dolinę prowadził znakowany szlak turystyczny na Czerteż. Obecnie znajduje się ona na obszarze Pienińskiego Parku Narodowego i jest niedostępna turystycznie. Jedynie przez wylot doliny, wzdłuż granicy parku prowadzi droga i szlak turystyczny.

## Szlak turystyki pieszej
– zielony z Krościenka na przełęcz Sosnów. Czas przejścia 1 h, ↓ 0:50 h.